# 春道列樹
春道列樹（日语：／ Harumichi no Tsuraki */?，？—920年）是日本平安時代前期官人和歌人，官位是從六位下壹岐守，為《百人一首》歌人之一，有5首作品收錄於敕撰和歌集內，其父是春道新名，春道氏本身是物部氏的庶家。按《古今和歌集目錄》記載，他在延喜10年5月9日（910年6月28日）成為文章生，其後就任大宰大典，延喜20年正月30日（920年2月22日）出任壹岐守，在尚未赴任之前死去。按《寂惠本古今和歌集》的勘物記載，當時他還是文章生。

## 和歌
- 《百人一首內 春道列樹》
- 《小倉擬百人一首》
春道列樹 絹川與右衛門（日语：慙紅葉汗顔見勢）

列樹流傳至今的和歌僅5首，全數收錄於敕撰和歌集內，其中三首收錄於《古今和歌集》，《後撰和歌集》則收錄了另外兩首，曲風寫實，屬古今調，韻律和技巧也不遜於《古今和歌集》的編者。《百人一首》入選作是；
| 《新編國歌大觀》版本 | 全日本歌牌協會版本 | 嵯峨嵐山文華館版本 | 中譯                                        |
| -------------------- | ------------------ | ------------------ | ------------------------------------------- |
|                      |                    |                    | 濺濺山溪淌 秋風紅葉下 無心阻流水 儼然似堰柵 |

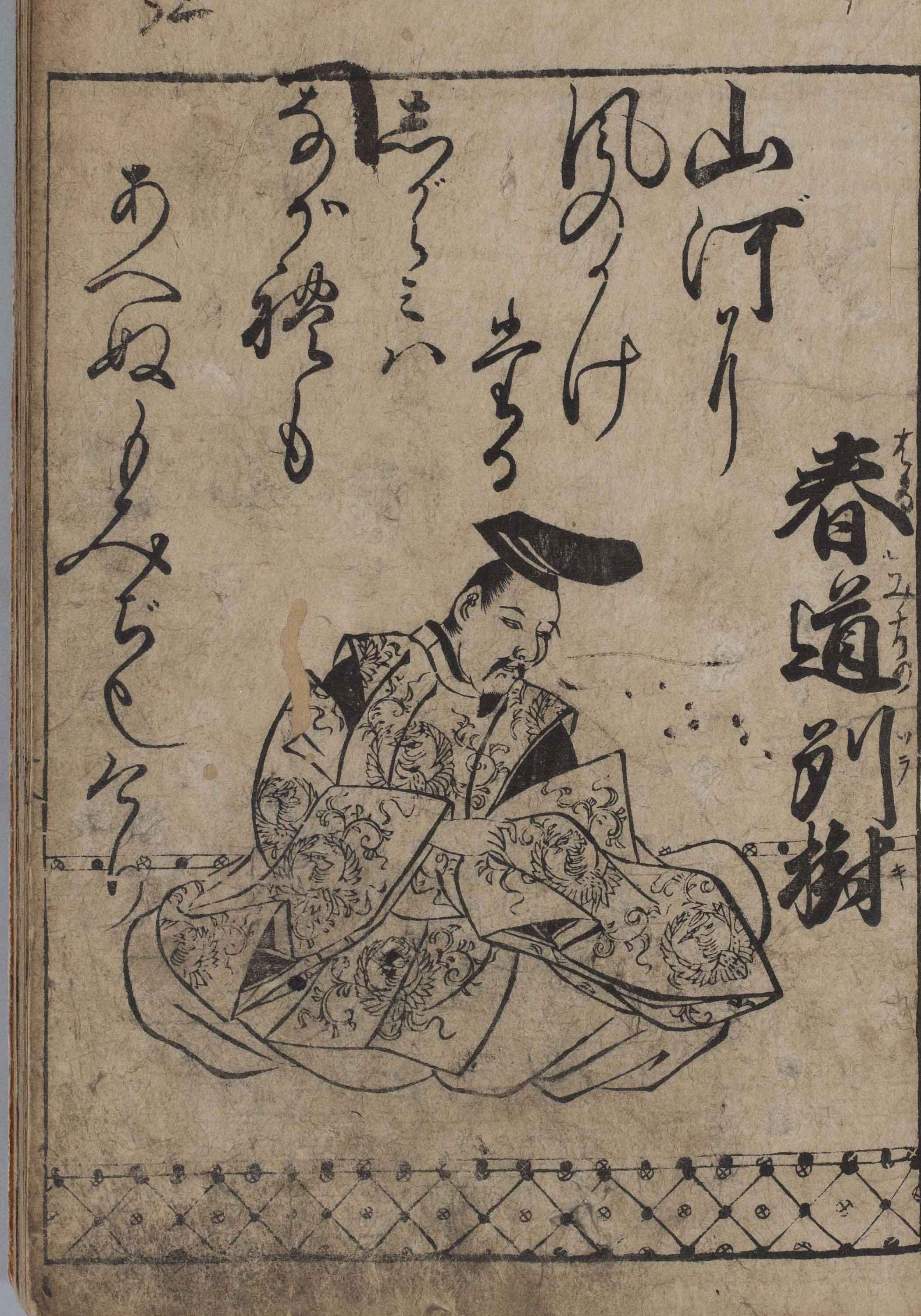
《小倉百人一首》春道列樹
菱川師宣繪本

這首和歌收錄於《古今和歌集》卷第五「秋歌下」，《新編國歌大觀》編號是303，詞書是「越過志賀山時詠唱」（しがの山ごえにてよめる），藤原定家也同時將此歌收入《八代抄》、《秀歌體大略》和《五代簡要》等和歌集內，另一方面藤原公任和藤原俊成則完全沒有收錄列樹的和歌。作為一首自問自答式的寫實和歌，其評價並不高，按吉海直人的說法，其入選《百人一首》的理由是因為定家偏愛以凋落的紅葉為題材的和歌。詞書中提到的志賀山是指志賀越道，一條從北白川出發，穿過比叡山和如意嶽之間，以大津的志賀寺為目的地的參道。志賀越道作為歌枕更常配上春天的櫻花，按照《應永抄》記載，此歌是最早將志賀越道配上紅葉的和歌，實際上除了此歌外，《萬葉集》和八代集也沒有同樣的例子。定家自身則以此為本歌取，相關作品收錄於六家集之一，由定家自己編撰的家集的《拾遺愚草》，藤原家隆和九條教實也有作品仿效了此歌。
作品開首的「山河」的發音是採用了濁音的，指山中的河流，如果使用清音的話，則是山和河流的意思，緊接的中的為用來表示主格的格助詞，從而將「風」擬人化，是指架設，其中的是代表結束的助動詞的連體形，有存續的意思，是指在河道裡架設的柵欄，有阻擋水流和護岸的作用，多以竹或柴等編織而成，為此歌的主語，謂語為紅葉，因此的意思是由「風」架設而成的柵欄。接著的則是想流走卻流不走的意思，其中的為的未然形，指可能，則是連體形，為用作否定的助動詞。最後的的意思是「就是紅葉啊」，這裡以紅葉來暗喻柵欄，句末的則是用作表達感動的助動詞。此歌的上三句為謎題，下兩句則是答案，再加上多用同音字，例如和，、和，將文字遊戲融入了作品內。
此外，他也有一首和歌的上句參照了《白氏文集》中的《浩歌行》，下句則參照了同文集中的《詠懷》，內容如下：
| 原文 | 中譯                                        |
| ---- | ------------------------------------------- |
|      | 逝去的昨天 活著的今天 迎來的明天 流逝飛鳥川 |

這首和歌收錄於《古今和歌集》卷第六「冬歌」，《新編國歌大觀》編號是341，詞書是「年末時詠唱」（年のはてによめる），意思是無論是昨天、今天還是明天，歲月流逝的速度就如飛鳥川一樣湍急。飛鳥川是一條自奈良時代開始便以水流湍急而聞名的河流，上句源自《浩歌行》中的「昨夜今朝又明日」，為掛詞，意思是明天，下句則是參照了《詠懷》中的「不覺流年過」。吉海直人認為此歌比較上存在情感詮釋的空間，相對地適合視為代表作，然而藤原定家並未有將此歌收錄在自己的和歌集內。

### 註解
1. ↑  詞書是指該和歌的主題和寫作動機等相關事宜[9]。
2. ↑  《百人一首》中有6首和歌以凋落的紅葉為題材[10]。
3. ↑  八代集是《古今和歌集》、《後撰和歌集》、《拾遺和歌集》、《後拾遺和歌集》、《金葉和歌集》、《詞花和歌集》、《千載和歌集》和《新古今和歌集》的統稱[11]。